# 최결
최결(1990년 10월 29일~)은 대한민국의 남자 성우이다. 2016년에 KBS 공채 41기 성우로 입사하였다. 한국방송 성우극회 소속이다.

## 애니 출연 작품
KBS 키즈
- 마계학교! 이루마군 - 오페라, 리드, 키슈
- 마계학교! 이루마군 2 - 오페라, 리드, 키슈
- 마계학교! 이루마군 3 - 오페라, 리드, 키슈, 마르바

## 출연 작품

### 라디오

#### KBS
소설극장 (KBS 3라디오)
- 2016.05.20 ~ 2016.06.27 강태식 作 <굿바이 동물원> (개미 핥기)
- 2017.01.19 ~ 2017.03.12 기욤 뮈소 作 <내일> (닉)
- 2017.06.02 ~ 2017.09.01 노희경 <거짓말> - 동진

KBS 무대 (KBS 한민족방송)
- 2016.03.12 <곡예사의 첫사랑> (장내방송)
- 2016.04.02 <엘리트 학원 구하기> (남학생3)
- 2016.04.09 <반장투표> (남학생)
- 2016.05.21 <바담 풍, 바람 퐁> (목소리2)
- 2016.07.23 <날아라 변태> (고딩2)
- 2016.08.27 <인공지능 KRIX> (남학생2)
- 2016.09.17 <나비> (평민2)
- 2016.10.08 <부산에 가면 콩고 고릴라를 만날 수 있나요?> (경찰1)
- 2016.10.15 <이 구역의 미친 사랑> (택시기사)
- 2016.10.22 <아버지를 찾아서> (사내1/오토바이남)
- 2016.11.05 <용필오빠 콘서트 가는 길> (남종업원)
- 2016.11.12 <하숙생> (점원)
- 2016.12.03 <강남 마당쇠> (경찰2)
- 2016.12.17 <내게 비트를 들려줘> (MC 지노)
- 2016.12.24 <나의 오리지날 짝퉁> (취객4)
- 2017.01.14 <연가> (송서방/포졸2)
- 2017.01.21 <카모마일 차를 마시는 밤> (선배)
- 2017.01.28 <꺼지지 않는 tv> (PD)
- 2017.02.25 <탈퇴하시겠습니까?> (중학생 강준)
- 2017.03.04 <사약 받는 날> (뇌물양반)
- 2017.03.11 <카페W> (범인)
- 2017.04.29 <붉은 잠옷의 비밀> - 박대리
- 2017.05.13 <달려라, 아빠!> - 명식
- 2017.06.10 <앓던 이 빠지던 날> - 알바 남자
- 2017.06.24 <홍귀이야기> - 형사
- 2017.07.01 <비너스 전파사> - 인부 1
- 2017.07.29 <작가님, 휴재는 안됩니다> - 김대리
- 2017.09.09 <그렇게 아이가 자란다> - 사장
- 2017.09.16 <고독 해결사> - 현준
- 2017.10.14 <갑을 위한 변명> - 경배
- 2017.10.28 <나는 왕이다> - 승철
- 2017.12.02 <홍귀이야기 두번째> - 광현

라디오 문학관 (KBS 한민족방송)
- 2016.03.13 김저운 作 <개는 어떻게 꿈꾸는가> (사범)
- 2016.03.20 정도상 作 <장씨의 어떤 하루> (보조)
- 2016.04.03 박황 作 <해우> (남형식)
- 2016.04.10 성은영 作 <귀향의 끝> (사내들)
- 2016.04.24 천명관 作 <퇴근> (웨이터)
- 2016.05.15 이효석 作 <풀잎> (시민3)
- 2016.06.12 이갑수 作 <T.O.P> (남자4)
- 2016.06.19 백수린 作 <중국인 할머니> (사회)
- 2016.06.26 윤고은 作 <된장이 된> (동생)
- 2016.07.10 권여선 作 <층> (종업원)
- 2016.07.18 손보미 作 <여자들의 세상> (남자 행인)
- 2016.07.23 조동신 作 <등패> (사내1)
- 2016.08.14 도진기 作 <악마의 증명> (송용호)
- 2016.08.21 박하익 作 <마지막 장난> (양우)
- 2016.09.04 홍지화 作 <드라이 아이스> (원무과 직원)
- 2016.09.11 김호경 作 <남자의 아버지> (선임하사)
- 2016.09.18 장강명 作 <대외활동의 신> (학생2)
- 2016.10.02 이영훈 作 <상자> (하인2)
- 2016.10.30 정미경 作 <못> (의사)
- 2016.11.13 문경민 作 <곰씨의 동굴> (변호사)
- 2016.11.20 고은규 作 <오빠의 알레르기> (김대리)
- 2016.11.27 조수경 作 <내 사람이여> (후배2)
- 2016.12.04 백수린 作 <고요한 사건> (남고생1)
- 2016.12.11 김혜진 作 <아웃포커스> (고객3)
- 2017.01.08 김애란 作 <어디로 가고 싶으신가요> (남편)
- 2017.01.15 김민주 作 <너의 목소리> (젊은 남)
- 2017.02.12 주수철 作 <그린피아 305동 1005호> (사내)
- 2017.02.19 김홍 作 <어쨌든 하루하루> (손님2)
- 2017.02.26 조현주 作 <오늘만 같지 않기를> (남자1)
- 2017.03.05 윤고은 作 <부루마불에 평양이 있다면> (대학생)
- 2017.03.12 이지명 作 <금덩이 이야기> (구치소 간수)
- 2017.03.26 도명학 <잔혹한 선물> - 대원 1
- 2017.04.02 김종광 <학생댁 유씨씨> - 차돌
- 2017.04.16 안지용 <결혼 자격 시험> - 남자 기자
- 2017.04.30 홍지화 <왕년의 한 스타의 죽음> - 사회
- 2017.05.07 윤이형 <대니> - 앵커
- 2017.05.14 장강명 <새들은 나는게 재미있을까> - 주원
- 2017.05.21 구효서 <풍경소리> - 수봉
- 2017.06.04 윤성희 <스위치> - 룸메이트
- 2017.06.18 강화길 <호수-다른 사람> - 남친
- 2017.07.09 장우석 <대결> - 남친
- 2017.07.30 윤자영 <피 그리고 복수> - 남자
- 2017.08.06 조현 <화성의 물고기를 낚는 경쾌한 낚시법> - 남학생 2
- 2017.08.20 백수린 <여행의 끝> - 웨이터
- 2017.09.03 이건혁 <피코> - 남자 경찰
- 2017.10.29 강영숙 <어른의 맛> - 승신 담임선생
- 2017.11.05 권여선 <손톱> - 체육선생
- 2017.12.03 권정현 <라빠빠> - 기자

라디오 극장 (KBS 한민족방송)
- 2016.05.01 ~ 2016.05.31 정유정 作 <내 심장을 쏴라> (박한이)
- 2016.06.01 ~ 2016.06.30 홍부용 作 <아빠를 빌려 드립니다> (남자 선생)
- 2016.07.01 ~ 2016.07.31 장용민 作 <궁극의 아이>
- 2016.08.01 ~ 2016.08.31 김종일 作 <몸 - 에피소트 1 눈>
- 2016.09.01 ~ 2016.09.30 이혜린 作 <열정같은 소리 하고 있네>
- 2016.10.01 ~ 2016.10.31 김호연 作 <망원동 브라더스>
- 2016.11.01 ~ 2016.11.30 이유선 作 <오버 더 힐파티> (알바남)
- 2016.12.01 ~ 2016.12.31 김범 作 <공부해서 너 가져> (훈/운전사/형사)
- 2017.01.01 ~ 2017.01.31 손선영 作 <이웃집 두 남자가 수상하다>
- 2017.02.01 ~ 2017.02.28 정규웅 作 <붉은 꽃, 나혜석>
- 2017.03.01 ~ 2017.03.31 정길연 作 <달리는 남자 걷는 여자> (첸)
- 2017.04.01 ~ 2017.04.30 조두진 <결혼면허> - 촬영 기자
- 2017.05.01 ~ 2017.05.31 황현정 <달빛연인> - 사내/영보
- 2017.06.01 ~ 2017.06.30 구상희 <마녀식당> - 단역
- 2017.07.01 ~ 2017.07.31 박연선 <여름, 어디선가 시체가> - 단역
- 2017.08.01 ~ 2017.08.31 심재천 <나의 토익 만점 수기> - 친구
- 2017.09.01 ~ 2017.09.30 유영민 <헬로 바바리맨> - 단역
- 2017.10.01 ~ 2017.10.31 강태식 <굿바이 동물원> - 강철수
- 2017.11.01 ~ 2017.11.30 이동원 <완벽한 인생> - 캐스터

다큐멘터리 역사를 찾아서 (KBS 라디오)
- 2016.02.21 <제591편 연산군, 그 견제 받지 않은 왕권> (승지)
- 2016.03.06 <제593편 연산군, 사냥에 탐닉하다> (관리1)
- 2016.03.13 <제594편 유희와 음행이 도를 넘다> (의금부 도사)
- 2016.05.22 <제604편 성균관을 철거하고 환관을 총애하다> (관원)
- 2016.08.07 <제615편 중종반정> (하인)
- 2016.08.14 <제616편 중종의 왕비 신씨를 폐하다> (송질)
- 2016.08.21 <제617편 중종, 명나라 책봉은 좌절되고> (승지1)
- 2016.09.04 <제619편 조선의 골칫거리 - 삼포의 왜인들> (대신)
- 2016.09.11 <제620편 가덕도 왜변, 그 범인을 색출하라> (간관2)
- 2016.09.18 <제621편 삼포 왜란> (간관2)
- 2016.09.25 <제622편 삼포 왜인들을 격퇴하다> (장수)
- 2016.12.18 <제634편 소격서를 혁파하다> (간관)
- 2016.12.25 <제635편 사회전야 - 깊어지는 갈등> (익명자)
- 2017.01.01 <제636편 반정공신의 위훈을 삭탈하다> (간관2)
- 2017.01.08 <제637편「주초위왕(走肖爲王)」은 사실일까> (윤자임)
- 2017.02.19 <제643편 척신 김안로, 탄핵을 받다> (간관2)
- 2017.02.26 <제644편 경빈 박 씨와 「작서의 변」> (간관2)

와이파이 초한지 (KBS 라디오)
- 2016.05.18 <8화> (택배직원)
- 2016.05.27 <15화> (대신3)
- 2016.06.01 <18화> (신하)
- 2016.06.02 <19화> (남자2)
- 2016.06.10 <25화> (이신)
- 2016.06.21 <32화> (죄수5)
- 2016.06.23 <34화> (유지)
- 2016.07.06 <43화> (하인)
- 2016.07.07 <44화> (군사)
- 2016.07.11 <46화> (부하2)
- 2016.07.15 <50화> (대신2)
- 2016.07.18 <51화> (남자)
- 2016.07.28 <59화> (군사3)
- 2016.08.05 <65화> (내시2)
- 2016.08.19 <75화> (군사4)
- 2016.08.29 <81화> (신하)
- 2016.08.30 <82화> (대신)
- 2016.09.01 <84화> (장수2)
- 2016.09.05 <86화> (사마/군사3)
- 2016.09.08 <89화> (군사/경찰)
- 2016.09.15 <94화> (부하1)
- 2016.09.19 <96화> (부하)
- 2016.09.27 <102화> (대신4)
- 2016.09.29 <104화> (마부)
- 2016.10.06 <109화> (초군3)
- 2016.10.17 <116화> (관영)
- 2016.10.21 <120화> (남자2)
- 2016.11.03 <129화> (부장1/부하)
- 2016.11.04 <130화> (부하)
- 2016.11.25 <145화> (군사3)
- 2016.12.13 <157화> (군사2/군사4)
- 2016.12.20 <162화> (군사3/군사4)
- 2016.12.21 <163화> (성우3)
- 2016.12.23 <165화> (군사2)
- 2016.12.30 <170화> (신하)
- 2017.01.03 <172화> (신하)
- 2017.01.17 <182화> (군사4)
- 2017.01.25 <188화> (장군3)
- 2017.01.26 <189화> (부하)
- 2017.01.30 <191화> (척후)
- 2017.02.08 <198화> (군사1)
- 2017.03.02 <213화> (연왕)
- 2017.03.06 <215화> (장군1)
- 2017.03.08 <217화> (장군)
- 2017.03.09 <218화> (장군)

더빙의 신 (팟캐스트-더빙의 신)
- 2016.04.01 <더빙의 신 만우절 특집 스페셜 에디션> - 《전. 성. 기》
- 2017.01.18 <더빙의 신 뜸들이기 프로젝트 - 포스 3: 41기 최결 + 1-1>
- 2017.01.27 <더빙의 신 2017 첫 번째 게스트>-《알 파치노, 해리슨 포드, 스티브 맥퀸, 멜 깁슨.... 성우 양지운(1)》
- 2017.05.09 <당일도정 백미취사완료 프로젝트> -《채후의 대결-예고편》
- 2017.05.23 <당일도정 백미취사완료 프로젝트(밥프)>-《오 캡틴 마이 캡틴》
- 2017.06.13 <당일도정 백미취사완료 프로젝트(밥프)-5>-《채후대애결 (2)》
- 2017.07.04 <당일도정 백미취사완료 프로젝트(밥프)-11>-《채후대애결(3)》
- 2017.12.29 <더빙의 신 41기 졸업 + 41기들의 인사와 샘플>

## 같이 보기
- 한국방송 성우극회